# کوردون بلو
کوردن بلو (فرانسوی: Cordon bleu‎) غذایی اروپایی به صورت گوشت پیچیده شده در پنیر است.
کوردون بلو در زبان فرانسه به معنای روبان آبی است اما در آشپزی به گوشتی گفته می‌شود که میان آن ژامبون و پنیر قرار می‌دهند و سرخ می‌کنند و معمولاً با سس سرو می‌شود.
کوردون بلو در اصل نوعی شنیتسل است که داخل آن را با پنیر زرد و کالباس پر می‌کنند که هم با گوشت قرمز و هم با گوشت مرغ تهیه می‌شود. این غذا به صورت غوطه‌ور در روغن باید سرخ شود تا کاملاً مغزپخت شود.
محتویات کوردون بلوی آماده فروشگاهی معمولاً عبارت است از سینه مرغ، آب، نمک، ادویه، آرد سوخاری، پنیر گودا، ژامبون گوشت، نشاسته، صمغ گیاهی، کازئینات سدیم.